# Уншик
Уншик — река в России, протекает по Ивдельскому району Свердловской области. Устье реки находится в 21 км по левому берегу реки Малая Евва. Длина реки составляет 25 км.
Система водного объекта: Малая Евва → Большая Евва → Лозьва → Тавда → Тобол → Иртыш → Обь → Карское море.

## Данные водного реестра
По данным государственного водного реестра России относится к Иртышскому бассейновому округу, водохозяйственный участок реки — Тавда от истока и до устья, без реки Сосьва от истока до водомерного поста у деревни Морозково, речной подбассейн реки — Тобол. Речной бассейн реки — Иртыш.
Код объекта в государственном водном реестре — 14010502512111200009366.